# Kaya-Kaforo
Pour les articles homonymes, voir Kaya.
Kaya-Kaforo est une commune rurale située dans le département de Tiébélé de la province du Nahouri dans la région du Centre-Sud au Burkina Faso.

## Santé et éducation
Le centre de soins le plus proche de Kaya-Kaforo est le centre de santé et de promotion sociale (CSPS) de Tiébélé tandis que le centre médical (CMA) le plus proche se trouve à Pô.